# Mario Cattarini
Mario Cattarini (Trieste, 28 febbraio 1922 – settembre 1978) è stato un cestista e calciatore italiano.

## Carriera

### Pallacanestro
Ha vinto lo scudetto nelle stagioni 1939-40 e 1940-41 con la maglia della Ginnastica Triestina.
Con la Nazionale ha preso parte agli Europei 1946 e 1947. In totale ha disputato 9 incontri in maglia azzurra, realizzando 18 punti.

### Calcio
Cattarini ha disputato una partita con la maglia della Triestina nel campionato di Serie A 1939-1940, precisamente Torino-Triestina (3-1) del 10 dicembre 1939.

## Palmarès

### Pallacanestro
- Campionato italiano: 2

Ginnastica Triestina: 1939-40, 1940-41